# 豊岡村 (山梨県)
豊岡村（とよおかむら）は山梨県南巨摩郡にあった村。現在の身延町の南西端、富士川右岸にあたる。

## 地理
- 山：大野山、鷹取山、御殿山、八紘嶺
- 河川：富士川

## 歴史
- 1875年（明治8年）11月 - 巨摩郡小田船原村・門野村・大城村・相又村・清子村・光子沢村・横根中村が合併して豊岡村となる。
- 1878年（明治11年）7月22日 - 郡区町村編制法の施行により、豊岡村が南巨摩郡の所属となる。
- 1889年（明治22年）7月1日 - 町村制の施行により、豊岡村が単独で自治体を形成。
- 1955年（昭和30年）2月11日 - 南巨摩郡身延町・下山村・西八代郡大河内村と合併し、改めて南巨摩郡身延町が発足。同日豊岡村廃止。

## 交通

### 道路
- 国道52号